# ギリシア神話と西洋芸術

ボッティチェルリ『ヴィーナスの誕生』。

ギリシア神話は、欧州にあっては、キリスト教の広範囲な受け入れによってもなお、美術、音楽、文学などの分野におけるその人気と活発な二次的創作が、妨げられることはなかった。ルネサンスにおける古典古代の文物の再発見と共に、オウィディウスの詩作品は、詩人や芸術家のイマジネーションに対し大きな影響を与え、この後、数世紀にあって、ギリシア神話の普及と認知に対し根本的な影響力を維持した。

## 中世盛期
エルヴィン・パノフスキーは『イコノロジー研究』の序論において、13世紀から14世紀においては、古典古代の美術モティーフはキリスト教のテーマを表現するのに用いられ、古典古代の美術テーマを表現するのには中世ヨーロッパのモティーフが用いられていたことを指摘している。たとえば古代のオルペウス像はダヴィデを表現するのに用いられ、冥界からケルベロスを引き出すヘーラクレースのモティーフは、リンボからアダムを引き上げるイエス・キリストを描写するのに用いられた。対照的にアイネイアースとディードーは中世風のチェスをしている恋人たちとして表された。パノフスキーはこの図像伝統と文献伝統の乖離にいくつかの理由を提示しているが、要するにそれが中世という時代の特徴だった。そして断裂していたモティーフとテーマが再統合したのが、次なるルネサンスという時代だったのである。

## ルネサンス

### イタリア

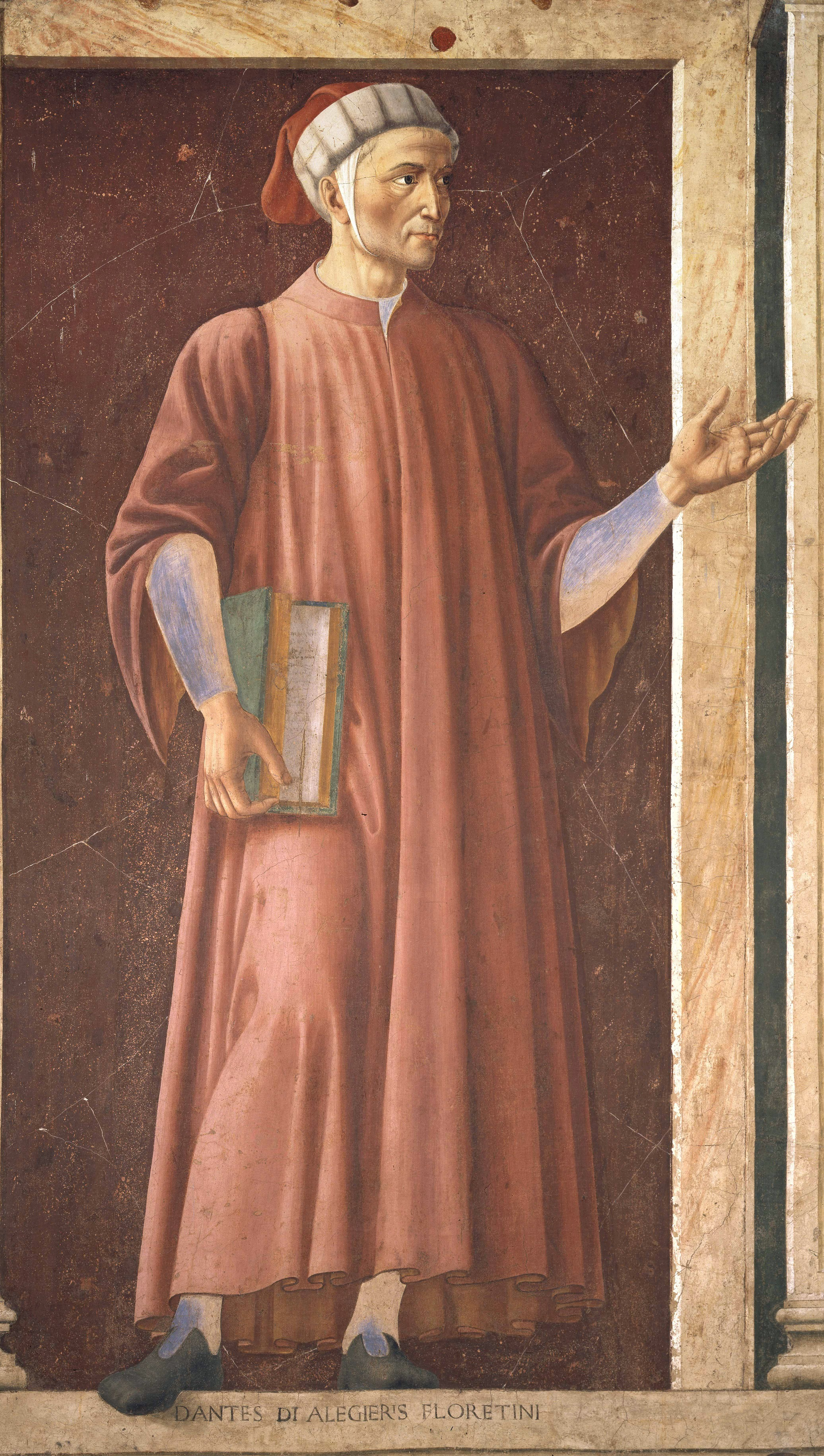
ダンテ・アリギエーリ

初期ルネサンスの頃より、画家たちは、伝統的なキリスト教の主題と平行しギリシア神話を起源とした主題とする絵画を描いた。イタリアの画家作品で、もっとも著名な主題は、ボッティチェルリの『ヴィーナスの誕生』と『パラスとケンタウロス』、レオナルド・ダ・ヴィンチ及びミケランジェロの『レダと白鳥』、そしてラファエロの『ガラテア』である。ラテン語を通じ、またオウィディウスの作品を介して、ギリシア神話は、ペトラルカ、ボッカチオ、そしてダンテなどの中世及びルネサンス期の詩人に影響を与えた。

### その他の地域
アルプス以北のヨーロッパにあっては、ギリシア神話がイタリアにおけると同様な影響力を視覚芸術に対し及ぼしたことはないとはいえ、文学に対するその影響はきわめて明瞭であった。ラテン語とギリシア語双方の古典文書が翻訳され、神話の物語が知られるようになった。
イングランドでは、チョーサーやエリザベス朝劇詩人、またジョン・ミルトンがギリシア神話の影響を受けた人々に数えられる。シェイクスピアからロバート・ブリッジスに至るまでのイギリスの主要な詩人のほとんどすべてが、ギリシア神話にインスピレーションの源を求めた。フランスではジャン・ラシーヌが、またドイツではゲーテがギリシアの詩劇を再現した。ラシーヌは、パイドラー、アンドロマケー、オイディプース、イーピゲネイアなどを含む古代の神話を、新しい意図のもと書き直した。

## 18世紀より19世紀
18世紀に入ると、啓蒙の哲学が出現して欧州全域に広まったが、それと共にギリシア神話に対する新しい視点が提示された。古代ギリシアとローマにおける科学的・哲学的な発展の成果を主張する趨向が現れた。とはいえ神話は、ヘンデルのオペラ作品『テッサリア王アドメート（アドメートス）』や『セメレ』、モーツァルトの『イドメネオ』、グルックの『オーリードのイフィジェニー』などに対し、リブレット（音楽台本）を書いた人々を含め、劇作家たちに創作の素材や重要な源泉を提供し続けた。18世紀の終わりには、ロマン主義が、ギリシア神話を含めて、古代ギリシアのすべての文物に対する熱狂的な関心を抱き始めた。

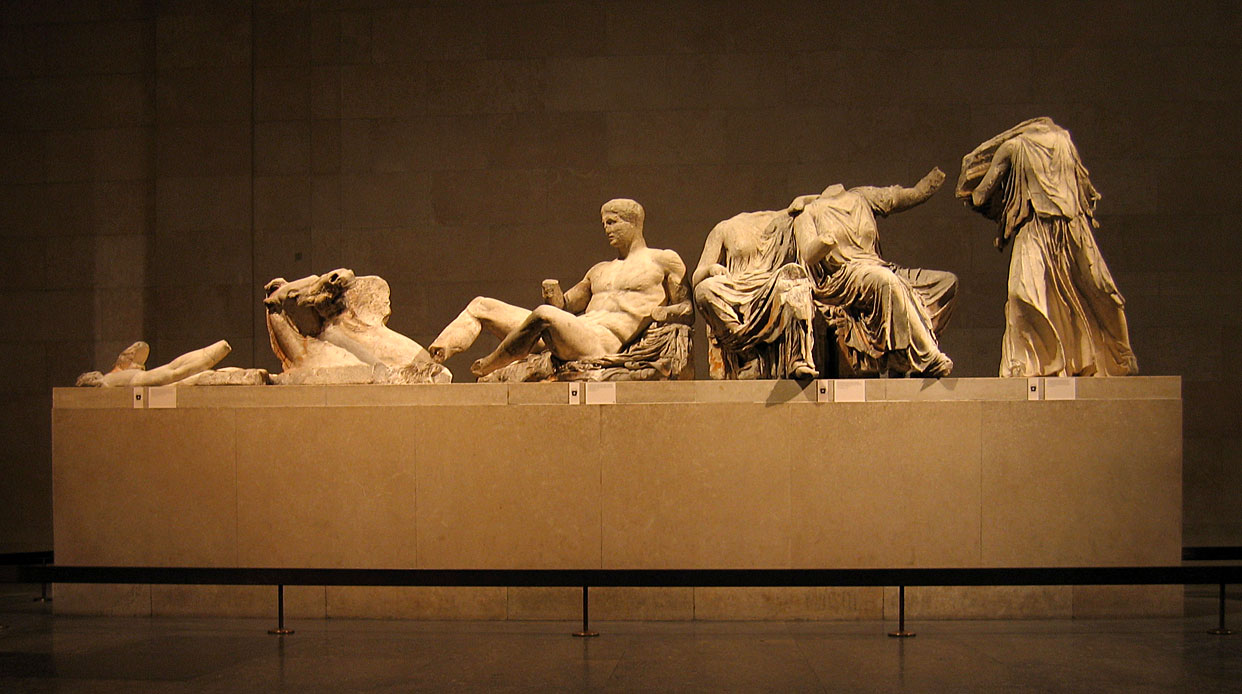
エルギン大理石（大英博物館）

イギリスにおいては、この世紀は、ギリシア古典悲劇とホメーロスの新しい翻訳が登場する大いなる時代であった。これらの翻訳は、またジョン・キーツ、バイロン、シェリーなどの同時代の詩人に霊感を与えたのである。ヴィクトリア朝の桂冠詩人たるアルフレッド・テニスン卿のヘレニズム趣味は、精髄において英国的なアーサー王宮廷についての彼の描像さえもが、ホメーロス風叙事詩の木霊に満たされているようなものであった。1816年のパルテノーン神殿の大理石彫刻の購入から刺激を受けて、視覚芸術もまた歩調を揃えていた。フレデリック・レイトン卿及びローレンス・アルマ＝タデマによる多数の「ギリシア的」絵画は、古代ギリシアの理想の伝達の一環として真摯に受け入れられた。18世紀ドイツの作曲家であるクリストフ・グルックもまた、ギリシア神話から影響を受けた。
トマス・ブルフィンチやナサニエル・ホーソーンなどの19世紀アメリカの作家たちは、神話は娯楽・教訓も提供すべきであると信じ、古典神話の研究はイギリス及びアメリカ文学の理解にとって本質的に重要であると考えた。ブルフィンチによれば、「今日生きている人々のなかで、いわゆるオリュンポスの神々を信仰している者は一人もいない。これらの神々は、いまや神学の分野ではなく、文学や趣味の領域に属している」。

## 20世紀
20世紀になっても、古典的な主題は、フランスのジャン・アヌイ、ジャン・コクトー、ジャン・ジロドゥ、アメリカのユージン・オニール及びイングランドのT・S・エリオットなどの劇作品により、またアイルランドのジェイムズ・ジョイスやフランスのアンドレ・ジードなどの小説作品によって、再解釈されている。リヒャルト・シュトラウスやジャック・オッフェンバックをはじめとして、多数の音楽家がギリシア神話の主題を音楽に使用している。